# 黄梅院 (飯田市)
黄梅院（おうばいいん）は、長野県飯田市江戸町にある曹洞宗の寺院。詳名は青松山黄梅院。

## 歴史
1582年（天正10年）島田村（現在の飯田市松尾）に創建された。武田信玄と正室・三条の方との間に生まれた黄梅院姫の菩提寺として建立されたとも伝えられる。
現在地への移転は飯田城主・脇坂氏の命であるとも脇坂氏以前の京極氏の命であるとも言われる。
元禄年間（1688年から1703年）に「黄梅院火事」により、本堂と庫裡を焼失している。なおこの火事は当時の三大火事に数えられている。
またかつては「黄梅院桑」という桑の木があり、蚕の生育祈願のため、近郷から多くの養蚕農家が訪れた。

## 境内
本堂と山門があり、本堂などには飯田城主・堀家の家紋である「梅鉢」の意匠がみられる。なお、古い絵地図によると、江戸町通り側に参道があったことがわかる。

## 黄梅院の枝垂れ桜
山門脇に樹高約18m、幹周5.5m、推定樹齢400年といわれる枝垂れ桜がある。花の色が濃い紅彼岸であり、開花時の色が鮮やかで樹形も素晴らしい。雨が降ると花色は白くなり、コデマリにも似るという。
松川と野底川に挟まれた飯田市中心部には10以上の寺院があり、その境内には桜の老木が多いとされる。黄梅院の枝垂れ桜は「弥陀の四十八願」の一本といわれる。「弥陀の四十八願」とは、飯田城主であった脇坂安政が、その兄二人の菩提を弔うために寛文年間に城下四十八か所に植えたとされる桜で、市内に現存する樹齢350年前後の桜はこの一部とみられる。
この桜は2000年（平成12年）11月22日、飯田市の天然記念物に指定された。
例年飯田市ホームページ「さくらさく」にて、開花情報が発表される。

## 年中行事
施食会　8月3日

## 交通アクセス
- 鉄道
  - JR飯田線飯田駅下車　徒歩15分